# Huhtsaari (ö i Kymmenedalen)
Huhtsaari är en ö i Finland.   Den ligger i kommunen Kouvola i den ekonomiska regionen  Kouvola ekonomiska region  och landskapet Kymmenedalen, i den södra delen av landet, 160 km nordost om huvudstaden Helsingfors. Huhtsaari ligger i sjön Lovasjärvi.